# Горгофон
Горгофон (др.-греч. Γοργοφόνον) — имя нескольких персонажей греческой мифологии:
- царь Эпидавра, который, согласно Хрисерму, основал Микены[1];
- сын Электриона и Анаксо, брат Алкмены[2][3];
- эпитет Персея[4][5].